# Hans ter Borch
Hans ter Borch (auch: Hans Ter Borch oder Hans der Borch sowie Hans Terborg, auch Hans Derborg oder Hans von der Borgh und das Kürzel H.V.D. Borch; * vor 1540 in Utrecht; † nach 1597) war ein niederländischer Geschütz- und Glockengießer.

## Leben
Nachm Hans ter Borch schon ab 1540 Geschütze gegossen hatte, ließ er sich im Jahr 1571 in der Stadt Emden nieder, um Geschütze zu liefern. Anschließend goss er unter anderem Glocken für die Kirchen verschiedener Orte.

## Bekannte Werke
Geschütze:
- 1540, 1576 und 1577: drei Geschütze, die sich in Leerort in Ostfriesland befanden[3]

Glocken:
- 1575: kleine Glocke für die Kirche in Esens[3]
- für Orte im Amt Weener:
  - 1579: Glocke für den Kirchturm in Pogum[3]
  - 1580: sogenannte „Vesperglocke“ für Hatzum[3]
  - 1581: kleine Glocke für die Kirche in Marienchor[3]
- 1597: Marienglocke der Amanduskirche in Datteln mit der Bezeichnung „H.V.D. Borch me fecit“[3]